# مورتون لاوری
مورتون لاوری (انگلیسی: Morton Lowry؛ ‏ ۱۳ فوریهٔ ۱۹۱۴ – ۲۶ نوامبر ۱۹۸۷) بازیگر اهل بریتانیا بود.
از فیلم‌ها یا برنامه‌های تلویزیونی که وی در آن نقش داشته‌است، می‌توان به تئاتر یکشنبه شب، پرواز شناسایی، کارناوال زمستانی، دستگاه اطلاعاتی بریتانیا، چه سرسبز بود دره من، نی‌نواز هاملین، داستان دکتر واسل، هیچ جز قلب تنها، تصویر دوریان گری، تعقیب تا الجزیره، کلکته، چه سرسبز بود دره من، درنده باسکرویل و حکم اشاره کرد.